# Sofía Arreola Navarro
Sofía Arreola Navarro (Monterrey, 22 d'abril de 1991) és una ciclista mexicana, que s'ha especialitzat en la pista. Des del 2016 milita a l'equip Virginia's Blue Ridge–TWENTY24. Ha guanyat dues medalles en els Campionats del món en pista.

## Palmarès
- 2008
  - 1a als Campionats Panamericans júnior en ruta
- 2008
  - 1a als Campionats Panamericans júnior en contrarellotge
- 2012
  -  Campiona mexicana en Òmnium
- 2014
  -  Campiona mexicana en Puntuació
  -  Campiona mexicana en Scratch
  - 1a a la Copa Mèxic en Persecució
  - 1a a la Copa Mèxic en Scratch
  - 1a a la Copa Mèxic en Òmnium